# 武装警察第2師団
武装警察第2師団（武警第2师）は、中国人民武装警察部隊の師団の1つ。

## 歴史
晋綏軍区独立第1旅を前身とする。
- 1949年2月 - 中国人民解放軍第1軍第2師に改称
- 1952年6月 - 第8師と統合
- 1996年 - 武警第2師に改編

## 編制
- 第4連隊（8691部隊） - 無錫
- 第5連隊（8692部隊） - 無錫
- 第6連隊（8693部隊） - 無錫
- 第709連隊（8694部隊） - 無錫